# Скородумов, Гавриил Иванович
Гаврии́л (Гаври́ла) Ива́нович Скороду́мов (13 [24] марта 1754, Санкт-Петербург, Российская империя — 12 [23] июля 1792, там же) — русский рисовальщик и гравёр, наиболее значимый график екатерининского классицизма, живописец (в том числе миниатюрист); первый в истории русский художник, снискавший европейскую известность. Академик Императорской Академии художеств (с 1785), хранитель эстампов императорской коллекции в Эрмитаже (с 1785).

## Жизнь и творчество
Родился в Санкт-Петербурге; представитель известной с середины XVII века творческой династии, сын художника-декоратора при Канцелярии от строений Ивана Ивановича Скородумова (около 1714—1794). В 1764 году, в возрасте примерно десяти лет, Гавриил Скородумов был принят в Императорскую Академию художеств, где занимался одновременно в живописном и гравировальном классах; его основными учителями были исторический живописец Антон Лосенко и гравёр-портретист Антуан Радиг. Один из первых учеников реорганизованной Академии художеств, Скородумов исполнил по рисункам Лосенко гравюры для учебного альбома «Изъяснение краткой пропорции человека». В 1772 году Скородумов окончил Академию с большой золотой медалью (за гравюры «Лот с дочерьми» с картины Лагрене Старшего и «Натурщик» с этюда Лосенко) с правом пенсионерской поездки за границу.
В 1773 году он, вместе с живописцем Михаилом Бельским, был отправлен в Лондон, где в мастерской знаменитого флорентийского гравера Франческо Бартолоцци быстро овладел неизвестными в России техниками гравирования пунктиром и карандашной манерой. Гравюры Скородумова отличаются четкостью, графической заостренностью, рельефной лепкой объёмов и тонкой проработкой деталей. Его пунктир довольно крупный и немного грубоватый, но именно это часто делает его произведения живее и энергичнее гравюр Бартолоцци. Вскоре по прибытии в Лондон Скородумов начал получать заказы от лондонских издателей и торговцев гравюрами, его первыми подписанными досками были «Размышления над Клариссой Харлоу» и «Прощание Ромео и Джульетты» (оба — 1775) по оригиналам Джошуа Рейнольдса и Бенджамина Уэста соответственно. Он воспроизвел в гравюре 24 картины популярной швейцарской художницы Ангелики Кауфман. Именно этим листам, популярным как в Англии, так и на континенте, Скородумов прежде всего был обязан своей известностью.
Скородумов всячески оттягивал свое возвращение в Россию, однако все же последовал персональному приглашению Екатерины II, писавшей в 1782 году своему корреспонденту барону Фридриху Мельхиору Гримму: «Если бы Скородумов захотел приехать сюда и гравировать в моей галерее, я дала бы ему тысячу двести рублей и тысячу на путешествие, только бы он обещал не лениться». В начале сентября 1782 года Скородумов прибыл в Санкт-Петербург, где по указу императрицы ему было назначено звание гравера её императорского величества и смотрителя гравюр при Эрмитаже, 1200 руб. жалования, 600 руб. квартирных, а также персональный печатник.
В Петербурге, кроме гравирования, Скородумов занимался живописью и миниатюрой; писал портреты высочайших особ и знати для жалованных перстней и табакерок. Значимые его произведения тех лет — написанные в Париже живописные портреты великокняжеской (впоследствии императорской) четы Павла Петровича и Марии Федоровны; акварели (в том числе знаменитый автопортрет и портрет отца); гравированные портреты (в том числе Екатерины II с оригиналов Фёдора Рокотова и Ф. де Мейса). В 1791—1792 годах художник начал работу над созданием видов Санкт-Петербурга по собственным рисункам; в эту серию, по его замыслу, должно было входить двенадцать листов.
Однако работа в России у Скородумова не заладилась. Уже через четыре месяца после его прибытия, в декабре 1782 года Екатерина II жаловалась барону Гримму: «… то одно не так, то другое. То ему слишком жарко, то слишком холодно. Нет ничего хуже, как артисты на жаловании. Я велела сказать ему, что если он ничем не доволен, я не держу его. Он может отправляться искать счастья по белу свету», затем в сентябре 1783 года: «Я считаю Скородумова существом преленивым, потому что с тех пор как он здесь, ни одна живая душа не видела его малейшей работы», а весной 1784 Екатерина II приостановила выплату жалования Скородумову до появления результатов его работы. За неимением подробностей исследователи вынуждены гадать о причинах внезапного упадка активности Скородумова по возвращении в Россию. На возможные обстоятельства личного и творческого кризиса Скородумова, по распространённому мнению, указывал И. А. Крылов в письме одиннадцатом «Почты духов» — в нём, как считается, писатель вывел гравёра в образе художника Трудолюбова, произносящего следующую реплику:

Что до меня касается… то… при первом же случае постараюсь… возвратиться опять в Англию, где знают лучше цену моего художества, и где за оное получал я во сто раз больше нежели здесь, хотя я никакой не примечаю разности в моем искусстве; и сие меня столько опечалило, что не размышляя ни мало предался я пьянству; знаю что разумному человеку сие не простительно, но что уже делать когда о том я скоро думав сделался теперь совершенным пьяницею…
— И. А. Крылов. «Почта духов». Письмо XI (1789)
 В день смерти 12 июля 1792 года Скородумов, согласно Д. Ровинскому, «был в гостях y купца Струнникова и после обеда лег на сырую траву; к вечеру y него сделалась холерина, a к ночи он кончил жизнь». Был похоронен на Смоленском православном кладбище; могила утрачена.

## Галерея

Избранные работы
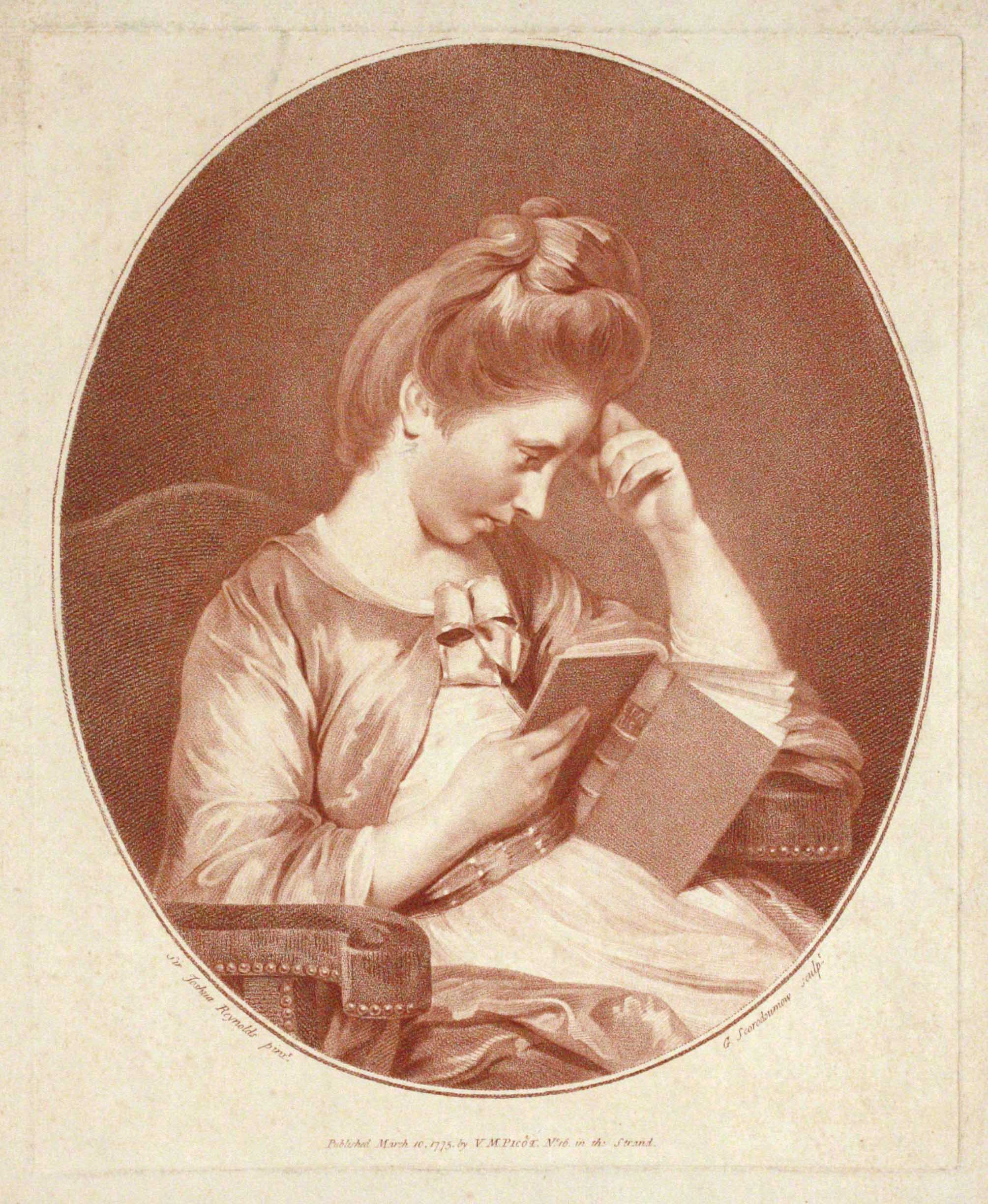
Размышления над Клариссой Харлоу. 1775 По оригиналу Джошуа Рейнолдса
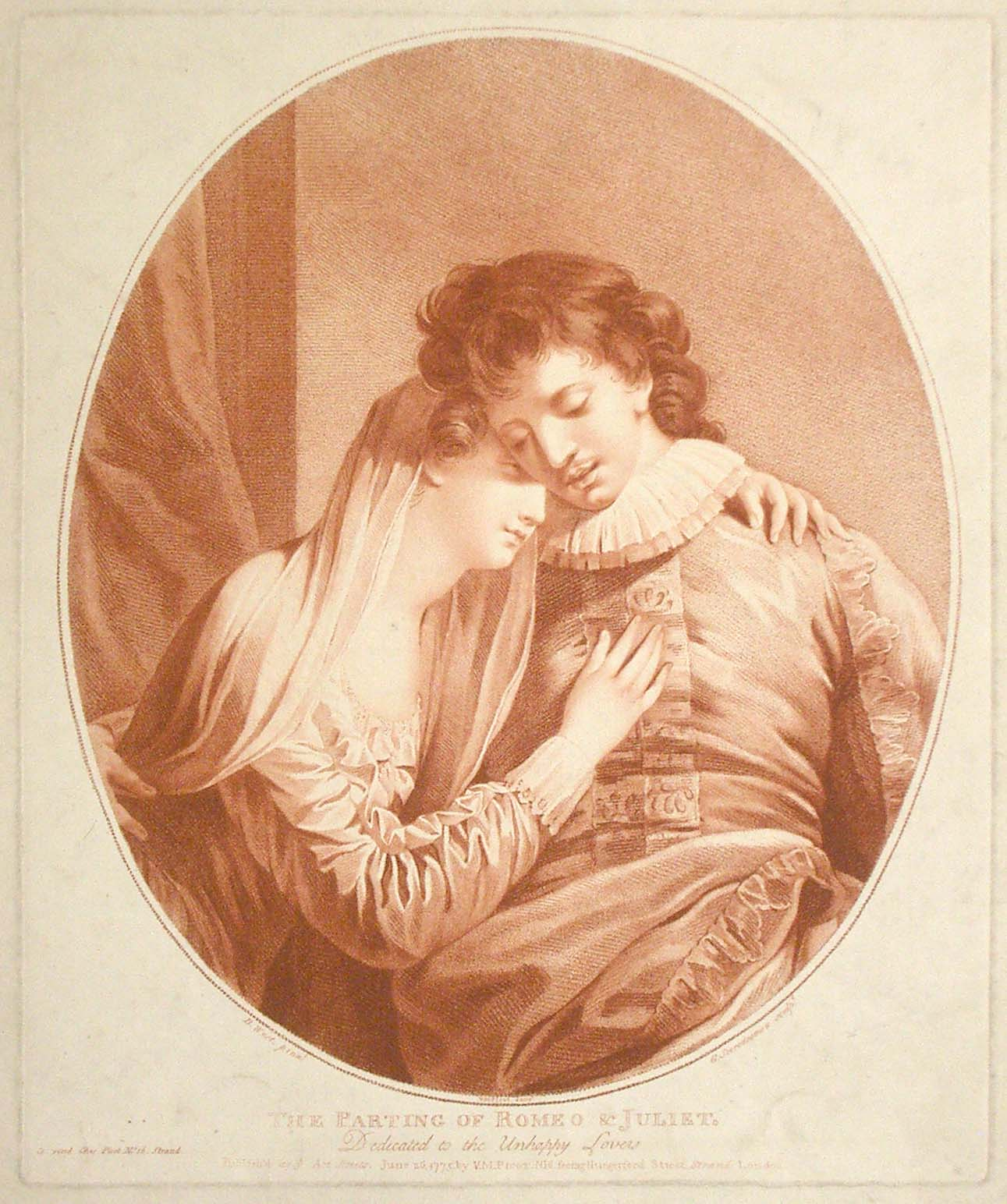
Прощание Ромео и Джульетты. 1775 По оригиналу Бенджамина Уэста
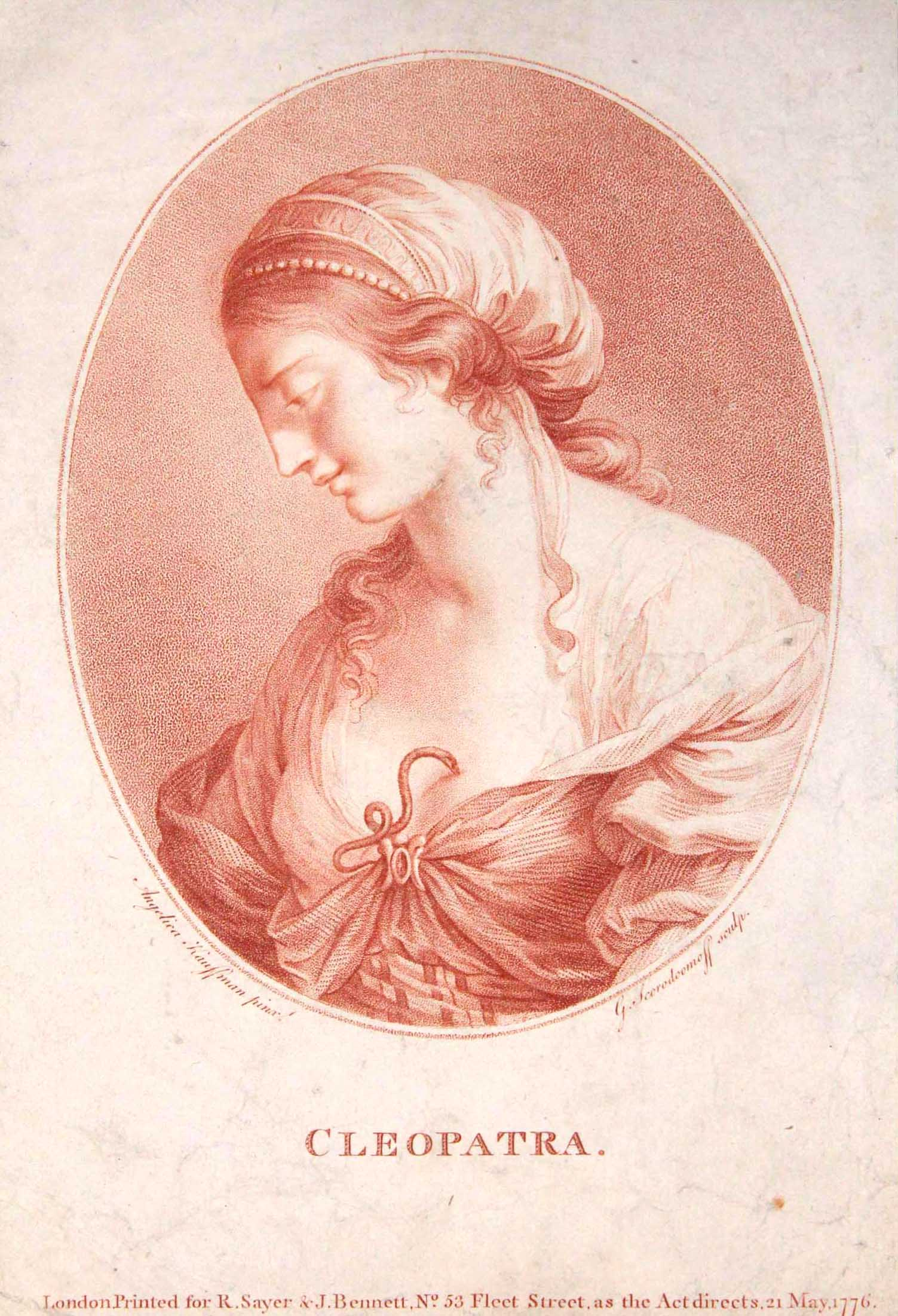
Клеопатра. 1776 По оригиналу Ангелики Кауфман
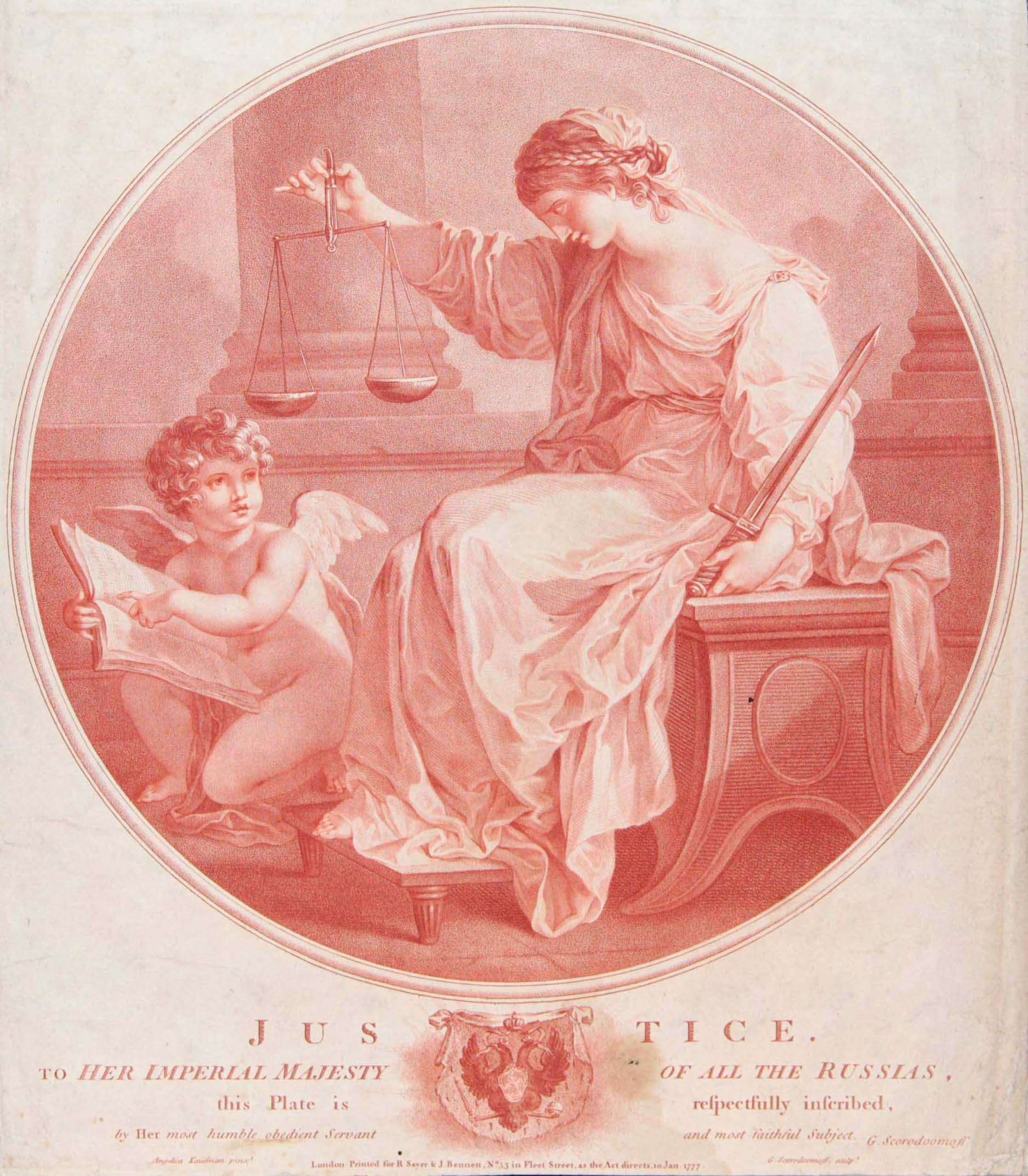
Правосудие. 1777 По оригиналу Ангелики Кауфман
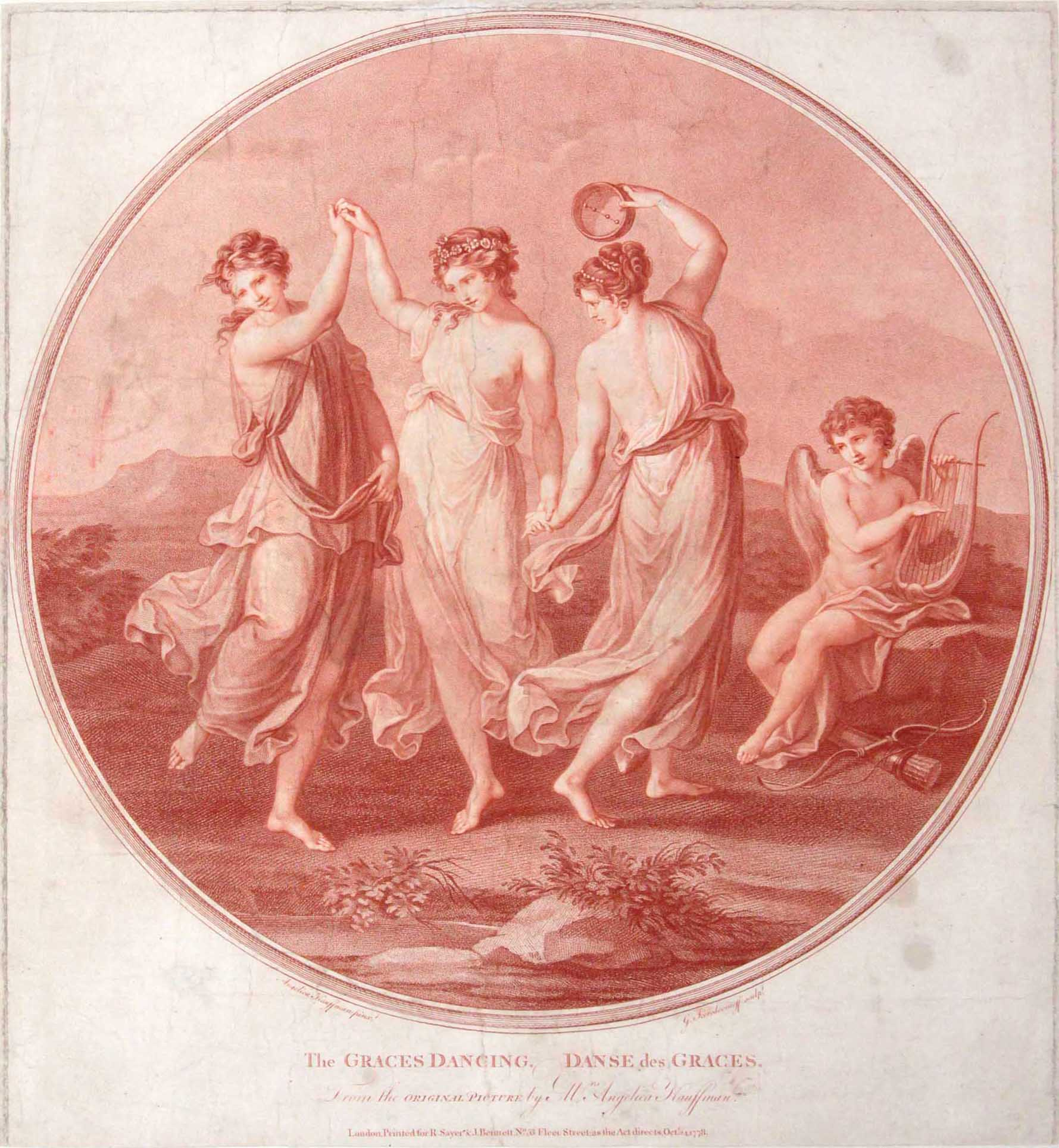
Танец граций. 1778 По оригиналу Ангелики Кауфман
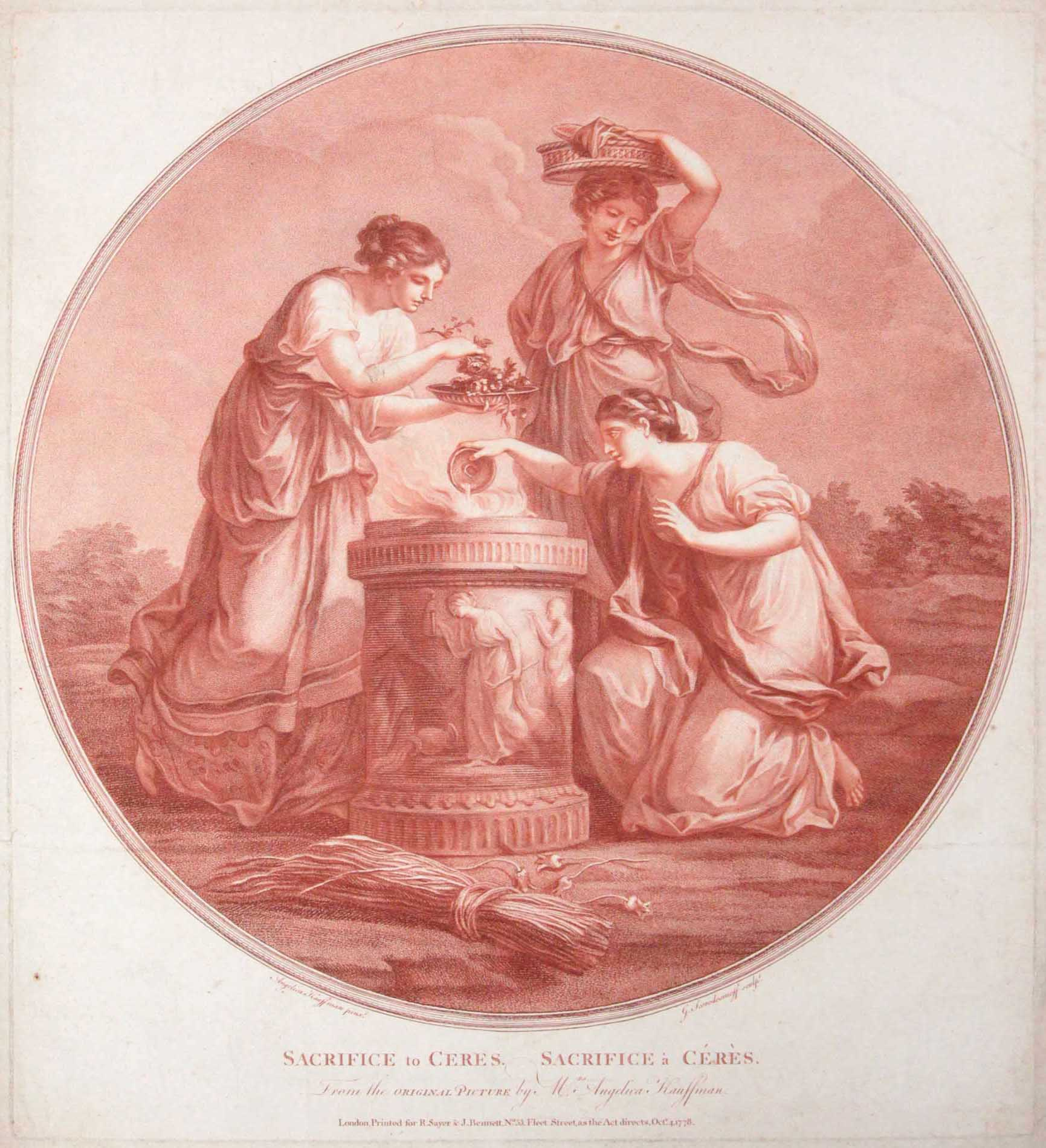
Жертвоприношение Церере. 1778 По оригиналу Ангелики Кауфман
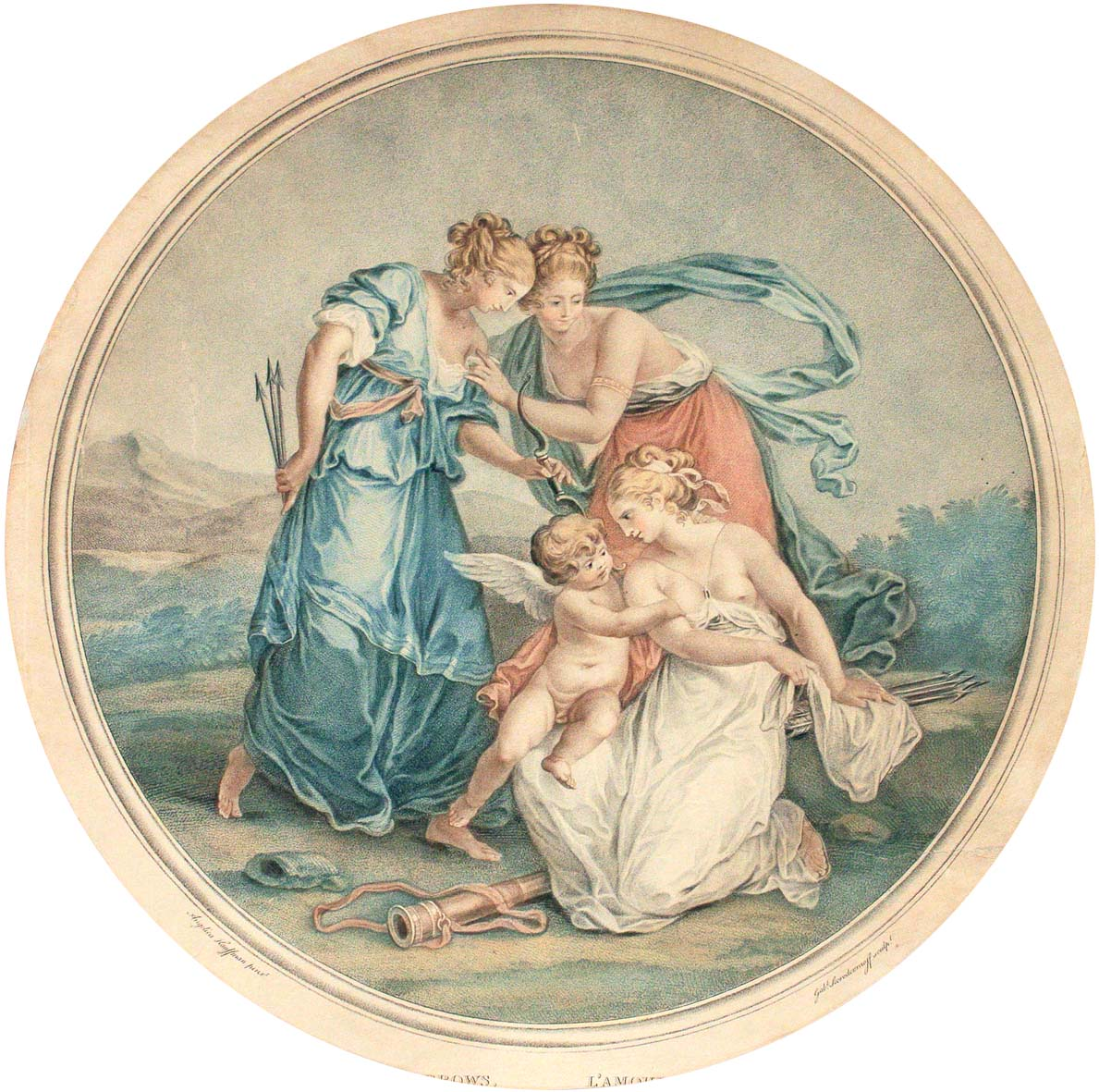
Амур пытается вернуть свои стрелы. 1777 По оригиналу Ангелики Кауфман
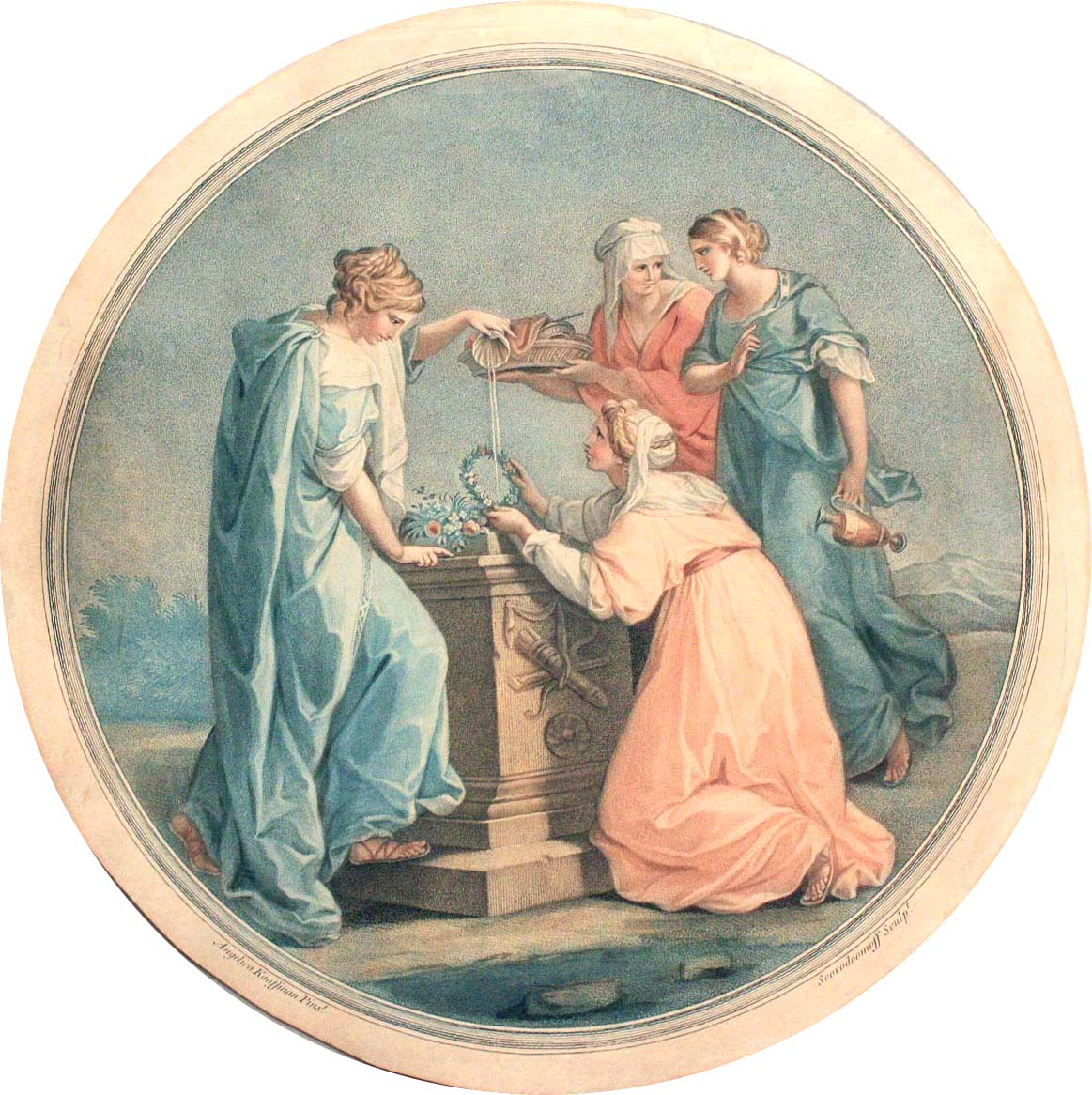
Жертвоприношение любви. 1778 По оригиналу Ангелики Кауфман
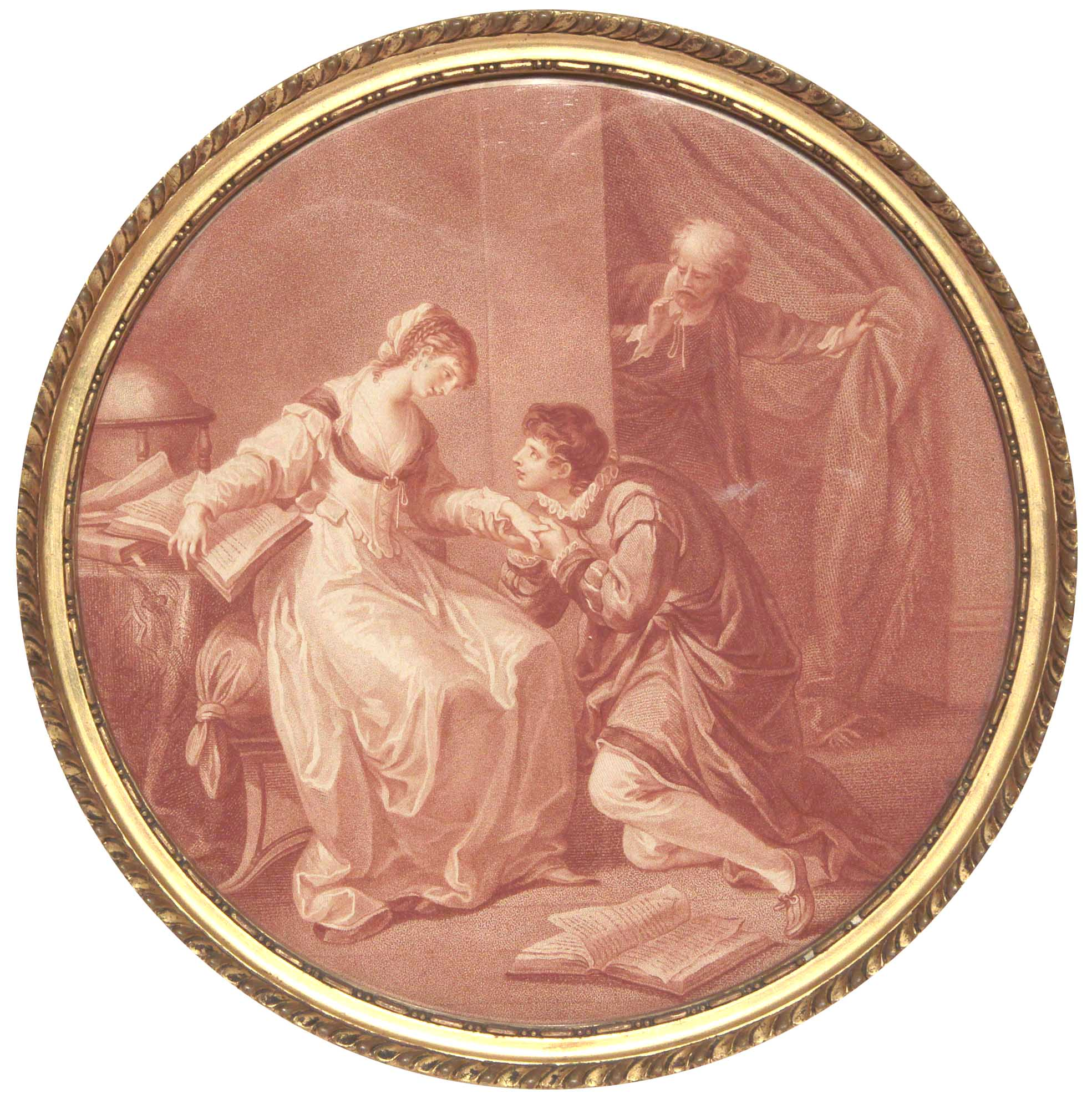
Абеляр и Элоиза, застигнутые Фюльбером. 1778 По оригиналу Ангелики Кауфман
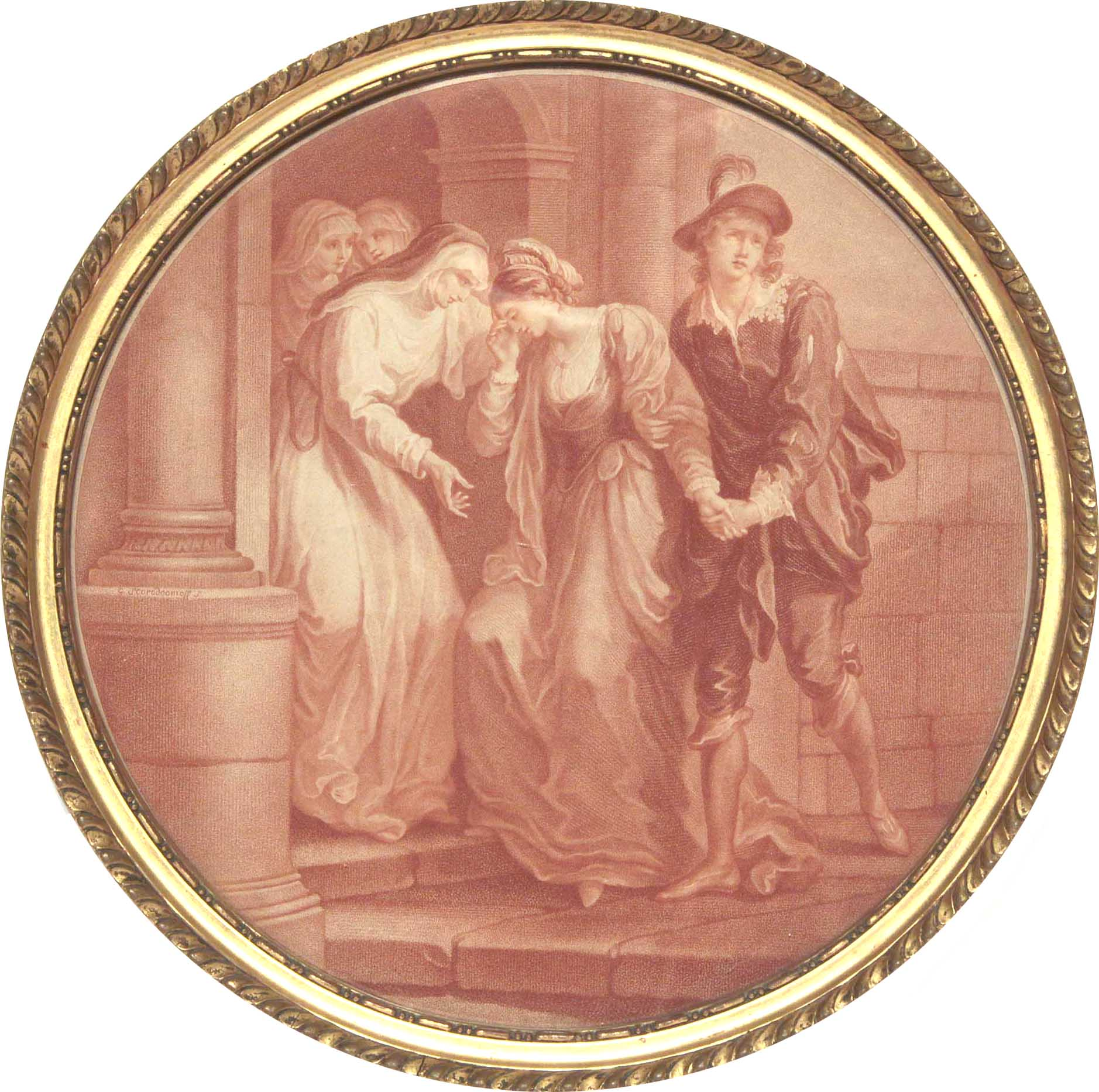
Прощание Абеляра и Элоизы. 1780 По оригиналу Ангелики Кауфман
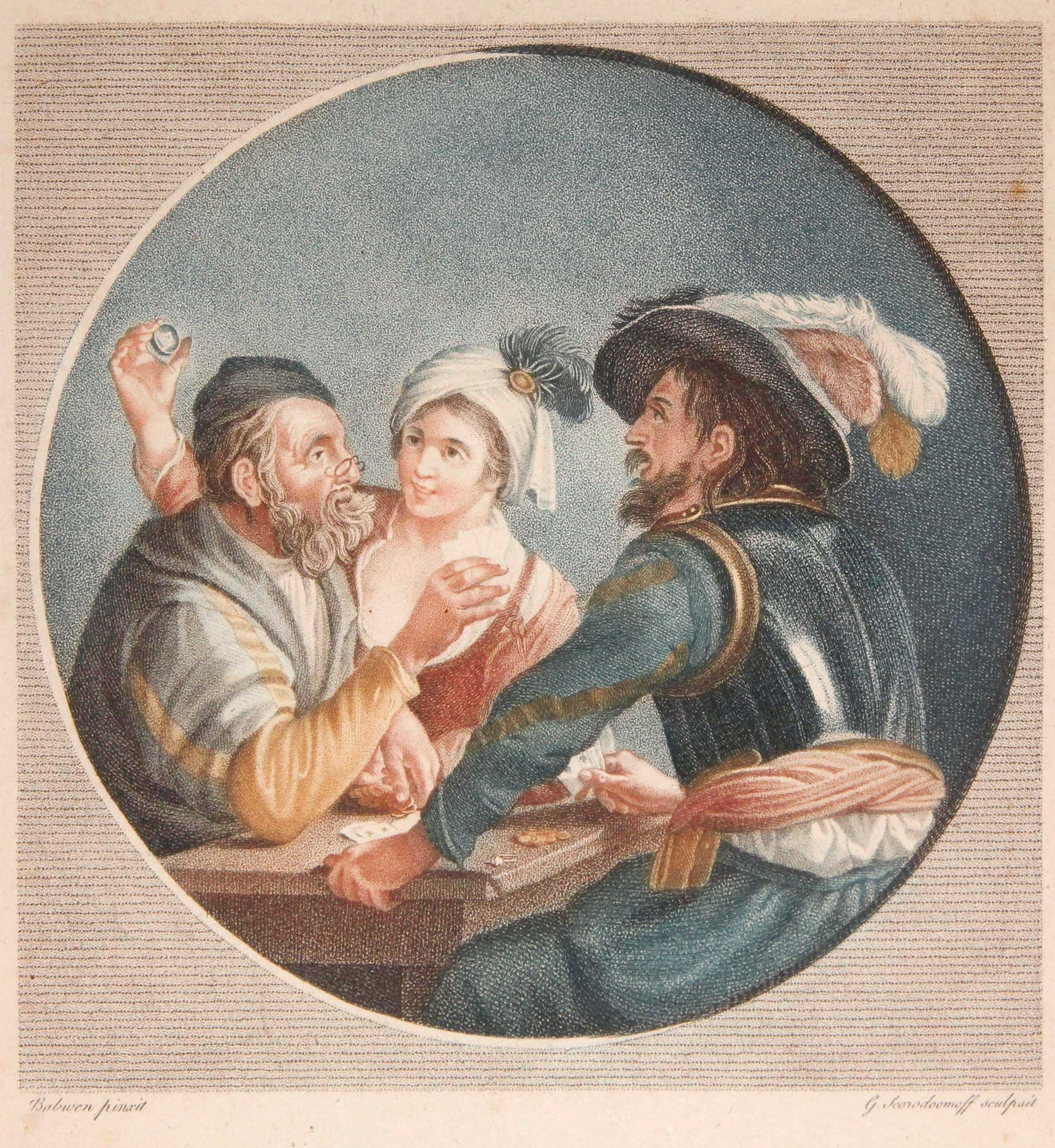
Игроки. 1778 По оригиналу Дирка ван Бабюрена
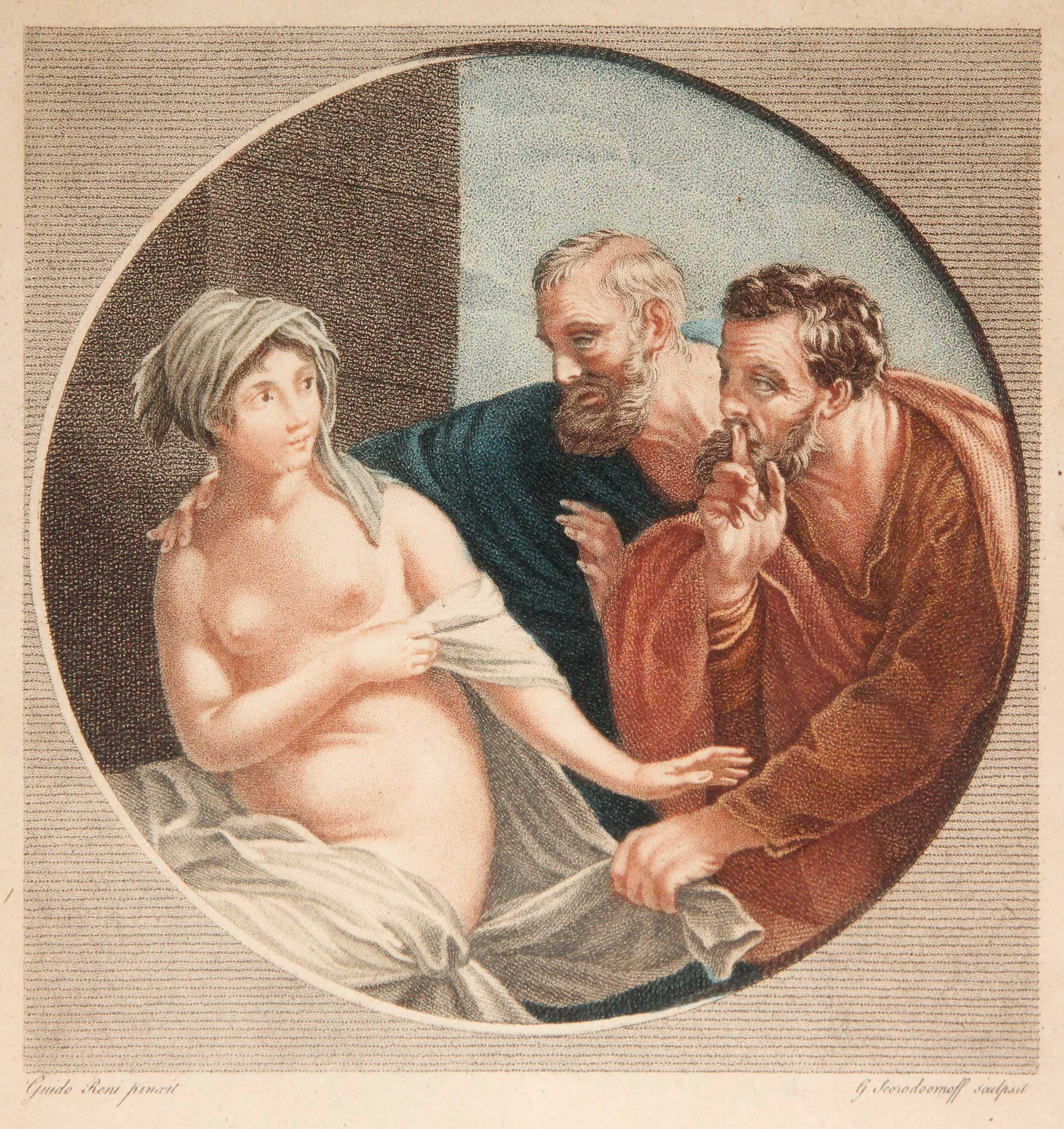
Сусанна и старцы. 1779 По оригиналу Гвидо Рени
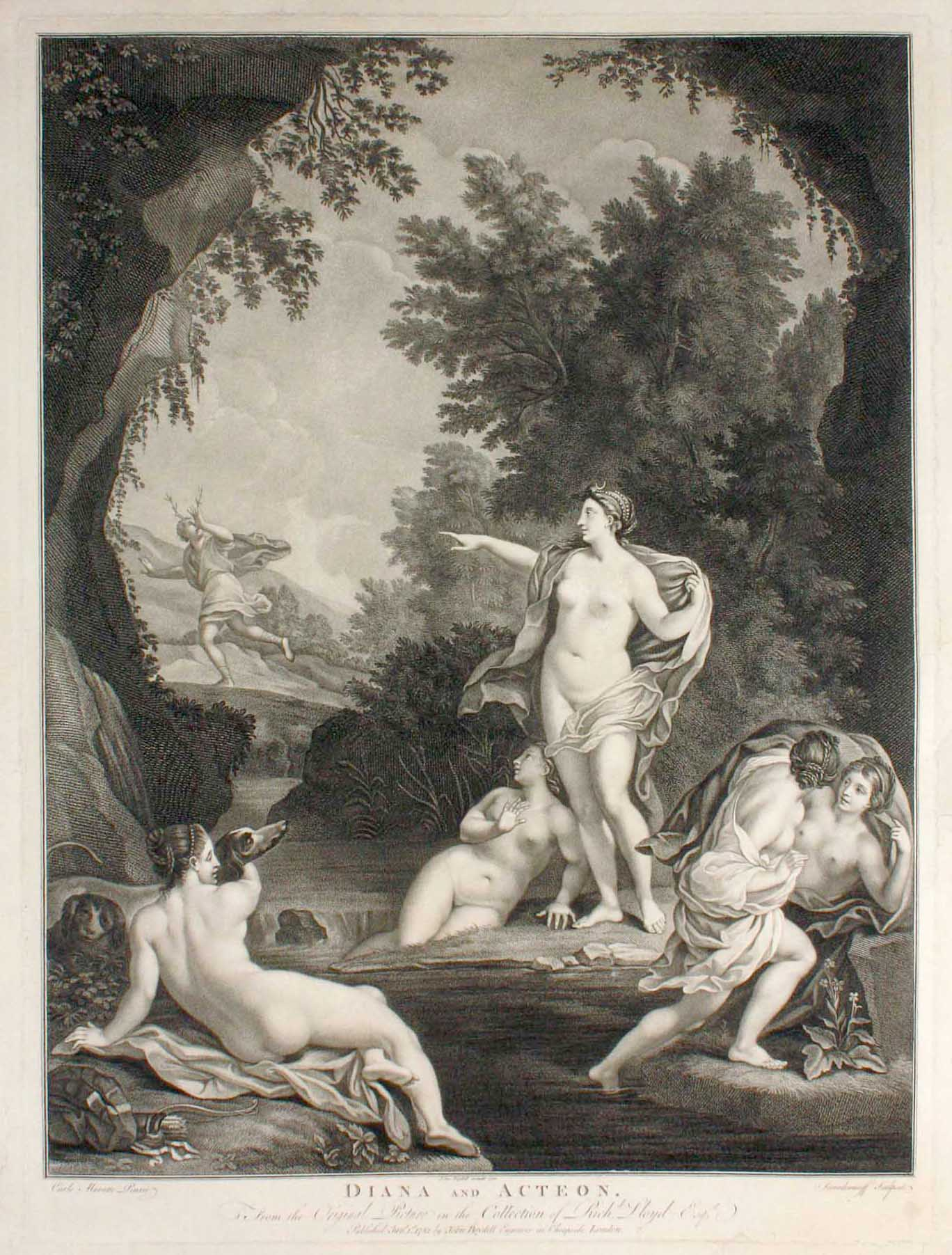
Диана и Актеон. 1781 По оригиналу Карло Маратта
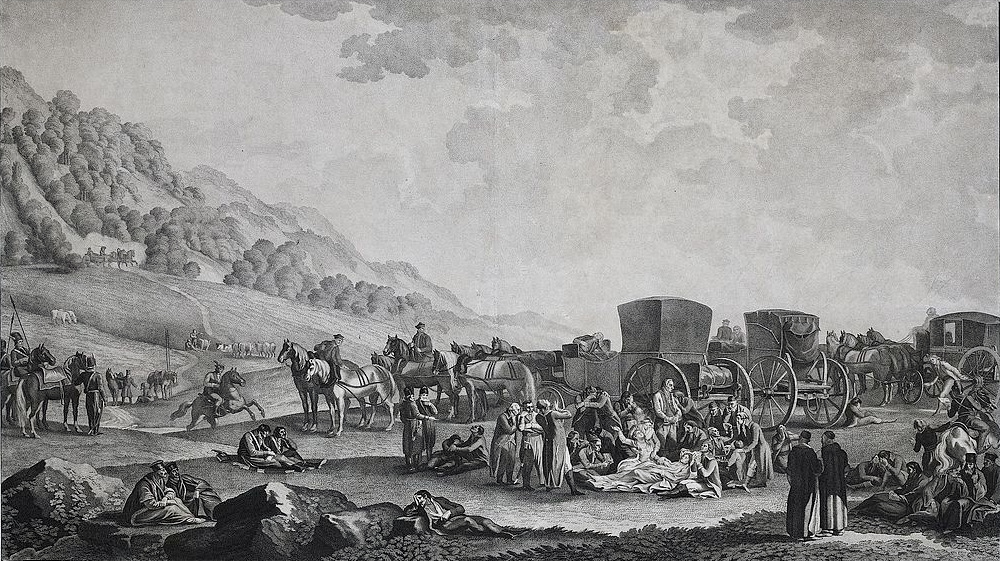
Смерть светлейшего князя Потёмкина в Яссах. 1792 По оригиналу Михаила Иванова